# پوشترشتاین
پوشترشتاین (به آلمانی: Posterstein) یک شهر در آلمان است که در اتنبرگر لند واقع شده‌است. پوشترشتاین ۴۹۳ نفر جمعیت دارد.